# Ângelo Martins
Ângelo Gaspar Martins (Porto, 19 de abril de 1930 — Lisboa, 11 de outubro de 2020), conhecido apenas como Ângelo Martins, foi um futebolista português que jogou toda sua carreira no Benfica.

## Carreira
Nascido no Porto, onde Boavista e Porto são, atualmente, as principais equipas, um jovem Ângelo Martins recusou a oportunidade de jogar no Porto, já que ele era adepto do Salgueiros.
Ele começou sua carreira como defensor esquerdo, mas também jogou como meio-campista esquerdo. Ele começou a jogar pelo Acadêmico do Porto aos 15 anos de idade, mas ele foi enganado por um funcionário do clube, que lhe deu um documento falso e o fez assinar. A federação acabou punindo Ângelo por um curto período. Com 20 anos enquanto servia no comando militar, um olheiro do Benfica o viu jogando e o trouxe para Lisboa.
Ele jogou catorze temporadas no Benfica fazendo 285 partidas e marcando quatro golos.

## Seleção
Ângelo jogou por vinte vezes por Portugal, fazendo sua estreia em 27 de setembro de 1953 no Prater Stadium, em Viena.

## Morte
Morreu em 11 de outubro de 2020, aos 90 anos. Foi cremado no Cemitério dos Olivais, em Lisboa.

## Titulos
Benfica
- Primeira Liga: 1954-55, 1956-57, 1959-60, 1960-61, 1962-63, 1963-64 e 1964-65
- Taça de Portugal: 1952-53, 1954-55, 1956-57, 1961-62 e 1963-64
- Liga dos Campeões: 1960-61 e 1961-62[4]